# قصر الفاخرية
قصر الفاخرية هو أحد قصور التاريخية التراثية في مدينة الهفوف في محافظة الأحساء في المملكة العربية السعودية.
يقع هذا القصر في مزرعة الفاخرية يبعد سبعة كيلو مترات عن الهفوف على طريق الحليلة المتعرج وتبلغ مساحته الكلية خمسمائة وخمسين متراً مربع، ويتكون من طابقان، الطابق الأول يشمل المدخل وثلاثة أروقة، وصالة جلوس رئيسية، وحمام سباحة، ومطبخ، ومستودع للتمور، ويشمل الطابق الثاني صالة جلوس رئيسية وسطوح، والموقع هو مهمل حالياً وقد دعى أحد الأثاريين الدولة إلى الاهتمام به، ومعالجة الشروخ الموجوده فيه، وكان مقر لسكن أحد الإمراء واستقبال ضيوفه.

## الغرض
هو قصر أقامه الأمير عبد الله بن جلوي بن تركي بن عبد الله آل سعود وذلك كاستراحه له ومجلس للقاء الاهالي.

## مواصفات المبنى
يتكون المبنى من طابقين؛ الطابق الأول ويشمل: المدخل ويشمل ثلاثة أروقة، صالة الجلوس الرئيسية، حمام سباحة، المطبخ، مستودع التمور (الكندوج) ويشمل الطابق العلوي (الثاني) صالة جلوس رئيسية والسطوح.

## إعادة التأهيل
وصى خبير الآثار والتراث خالد بن أحمد الفريدة بإعادة تأهيل القصر من خلال تدعيم أساساته، ومعالجة الشروخ الموجودة في هذا المبنى، دك الأرضية لهذا المبنى بالطين، ترميم الشبابيك والأبواب وإعادة دهانها واستبدال التالف منها.

## وصلات خارجية
جوله في قصر الفاخرية الاحساء